# Melaniparus pallidiventris
Melaniparus pallidiventris är en afrikansk fågel i familjen mesar inom ordningen tättingar med omdiskuterad artstatus.

## Utseende
Fågeln är liksom nära släktingen rostbukig mes en stor (14–15 cm) mes med svart huvud. Vingarna är svarta med vita kanter på vingpennorna och även stjärten är svart, medan ovansidan i övrigt är grå. Undersidan är beigefärgad, med mörkgrått bröst, och ögonen är bruna. Rostbukig mes har istället rostfärgad undersida, svart bröst och gula ögon på adult fågel (bruna hos ungfåglarna).
Lätena beskrivs som identiska med rostbukig mes.

## Utbredning och systematik
Fågeln kategoriserades tidigare som egen art med det svenska namnet gräddbukig mes och vissa gör det fortfarande. När fågeln betraktas som egen art delas den två underarter med följande utbredning:
- Melaniparus pallidiventris pallidiventris – Tanzania, södra Malawi och norra Moçambique
- Melaniparus pallidiventris stenotopicus – östra Zimbabwe och västcentrala Moçambique

### Släktestillhörighet
Den placerades tidigare liksom övriga mesar i Afrika i släktet Parus, men har lyfts ut till det egna släktet Melaniparus efter genetiska studier från 2013 som visade att de utgör en distinkt utvecklingslinje.

## Levnadssätt
Fågeln hittas i skogslandskap med Brachystegia och Uapaca, ofta med spridda törnbuskar. Den påträffas på mellan 490 och 670 meters höjd i Tanzania, 760–1525 meter över havet i Malawi, 500–1600 meter i östra högländerna i Zimbabwe samt 275–840 meter i Moçambique (dock upp till 1400 meters höjd på Mt Namuli). Födan är dåligt känd, men omfattar små ryggradslösa djur och larver, frön och frukt. Den ses vanligen i par eller i grupper om tre till fyra individer, men kan även slå följe med artblandade kringvandrande flockar. I miombo ses den ofta nära miombomes. Fågeln födosöker mestadels i trädens övre skikt.

### Häckning
Fågeln häckar mellan september och december. Den bygger en liten plattform eller skål av gräs, barkstrimmor och växtfibrer som placeras i ett trädhål eller i en stubbe. Däri lägger den fyra ägg.

## Status och hot
Arten har ett stort utbredningsområde och en stor population med stabil utveckling och tros inte vara utsatt för något substantiellt hot. Utifrån dessa kriterier kategoriserar internationella naturvårdsunionen IUCN arten som livskraftig (LC). Världspopulationen har inte uppskattats.